# Colibrí ermità cuablanc
El colibrí ermità cuablanc (Threnetes leucurus) és una espècie d'ocell de la família dels troquílids (Trochilidae) que habita boscos, clars i vegetació secundària, normalment a prop de l'aigua, de les terres baixes per l'est dels Andes, des del sud-est de Colòmbia, sud de Veneçuela i Guaiana, cap al sud, a través de l'est de l'Equador i est del Perú fins al nord de Bolívia i nord del Brasil.